# Candelabrum cocksii
Candelabrum cocksii is een hydroïdpoliep uit de familie Candelabridae. De poliep komt uit het geslacht Candelabrum. Candelabrum cocksii werd in 1854 voor het eerst wetenschappelijk beschreven door Cocks. 